# Sexdagarslopp

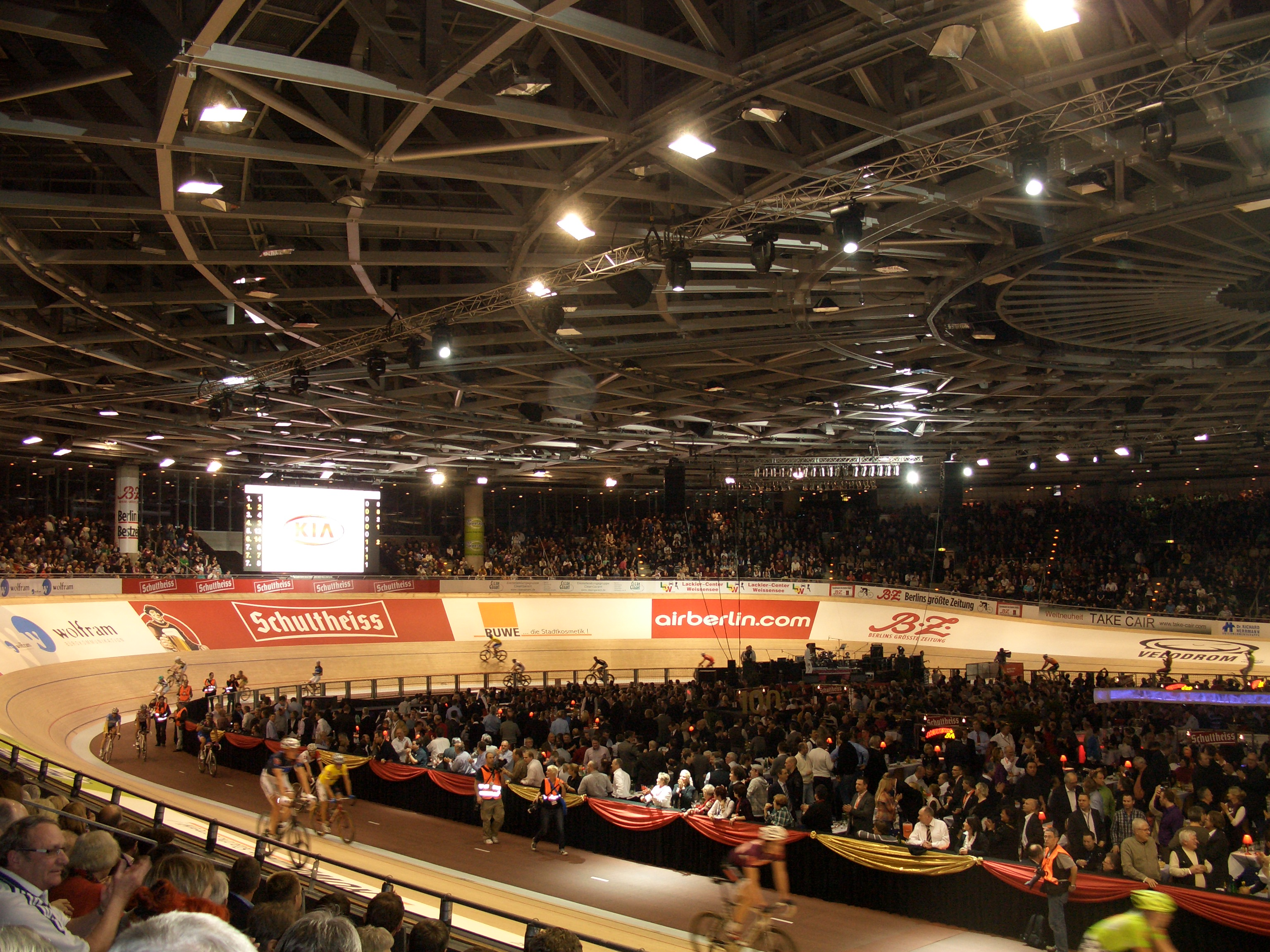
Berlins sexdagars 2011. En stor del av innerplanen används som restaurang, med orkester.

Ett sexdagarslopp är en tävlingsform inom bancykling för två- eller tremannalag, som tidigare var hörnstenen i denna sport, men som under årens lopp dels har genomgått stora förändringar och dels har kommit allt mer i skymundan. Ursprungligen gick sexdagars helt enkelt ut på att cykla så många varv på velodromen som möjligt under 144 timmar (det vill säga sex dygn), medan tävlingsformen med tiden utvecklats till en tävling med minst 24 timmars sammanlagd cykling under sex dagar och bestående av olika grenar, både laggrenar och individuella lopp, som arrangören i stort sett väljer fritt och i vilka lagen samlar poäng. Kortfattat kan man beskriva sexdagarsloppens utveckling som madisonlopp som pågick i sex dygn, vilka gradvis övergick till en typ av omnium (bancyklingens mångkamp) för två- eller tremannalag utspritt över sex dagar.
Sexdagarsloppen är (eller snarare "var", det återstår inte många) stora evenemang med mycket kringverksamheter – som uppträdanden, barer, restauranger... och Köpenhamns sexdagars blev kallat "Köpenhamns största värdshus".

## Sexdagarslopp efter andra världskriget
Nedan listas lopp med minst fem upplagor efter 1945.

- Adelaides sexdagars (1960–1967)
- Amsterdams sexdagars (1932–1936, 1966–1969, 2001–2016)
- Antwerpens sexdagars (1934–1994)
- Bassano del Grappas sexdagars (1986–1990, 1996–1998)
- Berlins sexdagars (1909–1934, 1949–2020)[3]
- Bordeaux sexdagars (1989–1997)
- Bremens sexdagars (1910, 1965–2020)[4]
- Bryssels sexdagars (1912–1971)[5]
- Buenos Aires sexdagars (1936–1949, 1956–1964, 1983–1987, 1993, 1999–2000)
- Dortmunds sexdagars (1926–1934, 1952–2008)
- Essens sexdagars (1960–1967)
- Fiorenzuolas sexdagars (1998–)[6]
- Frankfurts sexdagars (1911–1912, 1928–1933, 1951–1983)
- Gents sexdagars (1922–)
- Grenobles sexdagars (1971–2011)[7]
- Hannovers sexdagars (1913, 1950–1953, 1979–1981)
- Hernings sexdagars (1974–1983, 1995–1998)
- Kölns sexdagars (1928–1933, 1959–1998)
- Köpenhamns sexdagars (1934–1960, 1976–2019)[8]
- Launcestons sexdagars (1961–1972, 1978–1987)
- Londons sexdagars (1923, 1934–1952, 1967–1980, 2015–2019)
- Maastrichts sexdagars (1976–1987, 2006)
- Madrids sexdagars (1960–1967, 1970, 1981–1986)
- Melbournes sexdagars (1912–1913, 1959–1970, 1979–1983, 2017)
- Milanos sexdagars (1927–1928, 1961–2008)
- Montreals sexdagars (1929–1942, 1963–1980)
- Münchens sexdagars (1933, 1949–2009)
- Münsters sexdagars (1950–1988)
- New Yorks sexdagars (1899–1950, 1959, 1961)
- Nouméas sexdagars (1977–1982, 1989–2003)[6]
- Paris sexdagars (1913–1958, 1984–1989)
- Perths sexdagars (1961–1964, 1989)
- Rotterdams sexdagars (1936–1937, 1968–1988, 2005–)
- Saint-Étiennes sexdagars (1928–1953)
- Stuttgarts sexdagars (1928–1933, 1984–2008)
- Sydneys sexdagars (1911–1913, 1920–1927, 1938–1944, 1954, 1958–1962, 1969, 1974)
- Turins sexdagars (2001–2008, 2017–2018)[6]
- Zürichs sexdagars (1954–2014)
- Århus sexdagars (1954–1961)

Not: Många lopp gjorde uppehåll under världskrigen, vilket ej angetts (i Tyskland förbjöds sexdagarslopp 1934, under nazifieringen av landet, och Berlinloppet i mars var det sista som kördes). Ej heller har kortare avbrott på några få år angetts.
Precis utanför listan hamnar  Chicagos sexdagars (1915–1948, 1957).

### Sexdagarslopp 2024
Överlevande sexdagarslopp 2024 i UCI:s kalender var:
- Gent 12–17 november
- Rotterdam 10–15 december

Därtill kan man lägga några avkortade "kvarlevor":
- Fiorenzuola 29 juni–4 juli (utomhusvelodrom), innehåller en tredagars madison-del
- Bremen 12–15 januari, fyra dagar
- Berlin 26–27 januari, två dagar (kallade sig dock fortfarande "sexdagars"[10])
- London 25–27 oktober, tre dagar
- Köpenhamn 7–9 november, tre dagar

### Sexdagarslopp 1974
Som jämförelse med 2024 ovan, såg sexdagarskalendern femtio år tidigare ut såhär:

- Köln 28 december (1973)–2 januari
- Bremen 11–16 januari
- Rotterdam 17–22 januari
- Antwerpen 1–7 februari
- Dehli (Kanada) 10–15 maj
- Castelgomberto juli (utomhusvelodrom)
- London 20–25 september
- Berlin 10–15 oktober
- Dortmund 17–22 oktober
- Grenoble 28 oktober–3 november
- München 7–12 november
- Sydney 10–16 november
- Münster 15–21 november
- Gent 18–23 november
- Zürich 25 november–1 december
- Herning 5–10 december
- Köln 26 december–1 januari (1975)

## Antalet sexdagarslopp sedan 1902
|                | 1902 | 1911 | 1920 | 1929 | 1938 | 1947 | 1956 | 1965 | 1974 | 1983 | 1992 | 2001 | 2010 | 2019 | 2024 |
| -------------- | ---- | ---- | ---- | ---- | ---- | ---- | ---- | ---- | ---- | ---- | ---- | ---- | ---- | ---- | ---- |
| Belgien        | –    | –    | 1    | 1    | 3    | 3    | 3    | 3    | 2    | 2    | 2    | 1    | 1    | 1    | 1    |
| Danmark        | –    | –    | –    | –    | –    | –    | 2    | –    | 1    | 2    | 1    | –    | 1    | 1    | –    |
| Frankrike      | –    | –    | –    | 2    | 2    | 1    | 1    | –    | 1    | 1    | 2    | 1    | 1    | –    | –    |
| Italien        | –    | –    | –    | –    | –    | –    | –    | 1    | 1    | 1    | –    | 2    | 1    | 1    | 1    |
| Nederländerna  | –    | –    | –    | –    | –    | –    | –    | –    | 1    | 2    | –    | 1    | 2    | 1    | 1    |
| Schweiz        | –    | –    | –    | –    | –    | –    | 1    | 1    | 1    | 1    | 1    | 1    | 1    | –    | –    |
| Spanien        | –    | –    | –    | –    | –    | –    | –    | 1    | –    | 1    | –    | –    | –    | –    | –    |
| Storbritannien | –    | –    | –    | –    | 1    | –    | –    | –    | 1    | –    | –    | –    | –    | 1    | –    |
| Tyskland       | –    | 6    | –    | 7    | –    | –    | 4    | 7    | 6    | 6    | 5    | 5    | 2    | 2    | –    |
| Europa         | –    | 6    | 1    | 10   | 6    | 4    | 11   | 13   | 14   | 16   | 11   | 11   | 9    | 7    | 3    |
| Kanada         | –    | –    | –    | 1    | 1    | –    | –    | 3    | 1    | –    | –    | –    | –    | –    | –    |
| USA            | 1    | 2    | 1    | 2    | 8    | 2    | –    | –    | –    | –    | –    | –    | –    | –    | –    |
| Nordamerika    | 1    | 2    | 1    | 3    | 9    | 2    | –    | 3    | 1    | –    | –    | –    | –    | –    | –    |
| Australien     | –    | 1    | 1    | –    | 1    | –    | –    | 3    | 1    | 2    | –    | –    | –    | –    | –    |
| Nya Kaledonien | –    | –    | –    | –    | –    | –    | –    | –    | –    | –    | –    | 1    | –    | –    | –    |
| Oceanien       | –    | 1    | 1    | –    | 1    | –    | –    | 3    | 1    | 2    | –    | 1    | –    | –    | –    |
| Argentina      | –    | –    | –    | –    | –    | 1    | 1    | –    | 1    | –    | –    | –    | –    | –    | –    |
| Brasilien      | –    | –    | –    | –    | –    | –    | 1    | –    | –    | –    | –    | –    | –    | –    | –    |
| Mexiko         | –    | –    | –    | –    | –    | –    | –    | –    | –    | –    | –    | 1    | –    | –    | –    |
| Latinamerika   | –    | –    | –    | –    | –    | 1    | 2    | –    | 1    | –    | –    | 1    | –    | –    | –    |
| TOTALT         | 1    | 9    | 3    | 13   | 16   | 7    | 13   | 19   | 17   | 18   | 11   | 13   | 9    | 7    | 3    |

Not: Anledningen till att tabellen tar upp vart nionde år beror på att på detta vis undviks dels åren under världskrigen (och det direkt påföljande året, men krigens effekt är ändå tydlig) och dels coronapandemin.

## Segrare

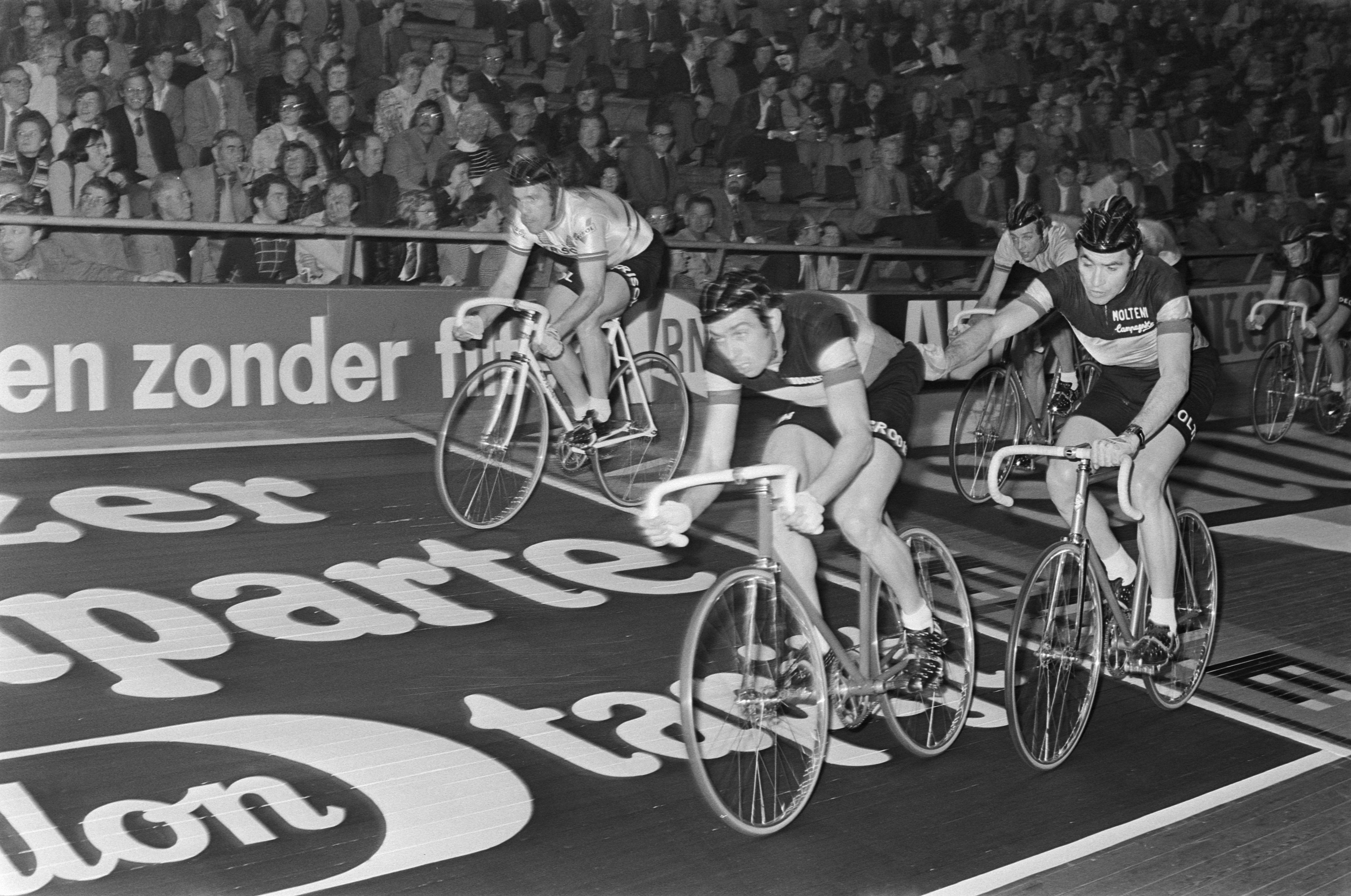
Eddy Merckz (till höger) växlar över till Patrick Sercu under Rotterdams sexdagars 1976, ett av de 88 sexdagarslopp Sercu vann under karriären.

De tio cyklister som vunnit flest sexdagarslopp är:
|                     | Vinster | Starter | År        | Landsvägssegrar |
| ------------------- | ------- | ------- | --------- | --------------- |
| Patrick Sercu       | 88      | 223     | 1965–1983 | 57              |
| Danny Clark         | 75      | 235     | 1974–2000 | –               |
| René Pijnen         | 72      | 233     | 1970–1987 | 14              |
| Peter Post          | 65      | 155     | 1957–1971 | 17              |
| Bruno Risi          | 61      | 178     | 1992–2008 | 1               |
| Rik Van Steenbergen | 40      | 134     | 1948–1965 | 62              |
| Etienne De Wilde    | 39      | 197     | 1983–1999 | 41              |
| William Peden       | 38      | 127     | 1931–1942 | –               |
| Kurt Betschart      | 37      | 142     | 1992–2005 | –               |
| Klaus Bugdahl       | 37      | 229     | 1958–1974 | 5               |

Patrick Sercu tog sina segrar med tjugofyra olika partners, flest tillsammans med Eddy Merckx (15) och Peter Post (14).
Det par som vunnit flest sexdagarslopp tillsammans är schweizarna Bruno Risi och Kurt Betschart som vann 37 stycken (det vill säga att Betschart vann alla sina segrar tillsammans med Risi). Därefter kommer det tyska paret Gustav Kilian och Heinz Vopel som under 1934–1951 vann 29 lopp.
Medan de två icke-européerna, Danny Clark och William Peden (som dessutom vann alla sina lopp i Nordamerika), i tabellen ovan var rena bancyklingsspecialister (landsvägscykling var i stort sett ett okänt begrepp utanför Europa) märks att flera även var goda på landsväg. Båda disciplinerna kräver ju uthållighet och många goda landsvägsspurtare sökte sig till sexdagarsloppen under vintersäsongen. Exempel på sådana är Rudi Altig (23 sexdagarsvinster 1962–1971), Eddy Merckx (17, 1967–1977), Francesco Moser (15, 1976–1988), Erik Zabel (13, 1996–2009) och Rik Van Looy (12, 1957–1969). De stora landsvägsstjärnorna, som man annars bara såg susa förbi någonstans på vägen, drog mycket publik och kunde förhandla sig fram till bra avtal med arrangörerna av sexdagarsloppen (sexdagarsloppen finansierades ju huvudsakligen av publikintäkter – ju större publik, desto större intäkter, medan landsvägsloppen finansieras av "yttre faktorer" som start-/målorter och de företag som deltar i reklamkaravanen eller gör reklam längs vägen, samt, speciellt inledningsvis, av arrangerande sporttidiningar/dagstidningar som exempelvis franska L'Auto/L'Equipe, italienska Gazzetta dello Sport och belgiska Het Volk/Het Nieuwsblad som ville öka lösnummerförsäljningen – landsvägsloppen gav cyklisterna anseende, medan sexdagarsloppen gav dem intäkter i förhållande därtill – "startpengar", på engelska "appearance money", är inget nytt begrepp).
Det högsta antal gånger en cyklist vunnit samma sexdagarslopp är elva. Detta antal segrar har Peter Post uppnått i Antwerpens sexdagars och Bruno Risi i Zürichs sexdagars (noteras skall dock att av Risis segrar var bara en med tremannalag, medan samtliga Posts segrar var med tremannalag). Tio rena parsegrar (liksom Risi i Zürich) har även René Pijnen i Rotterdams sexdagars.

## Bildgalleri

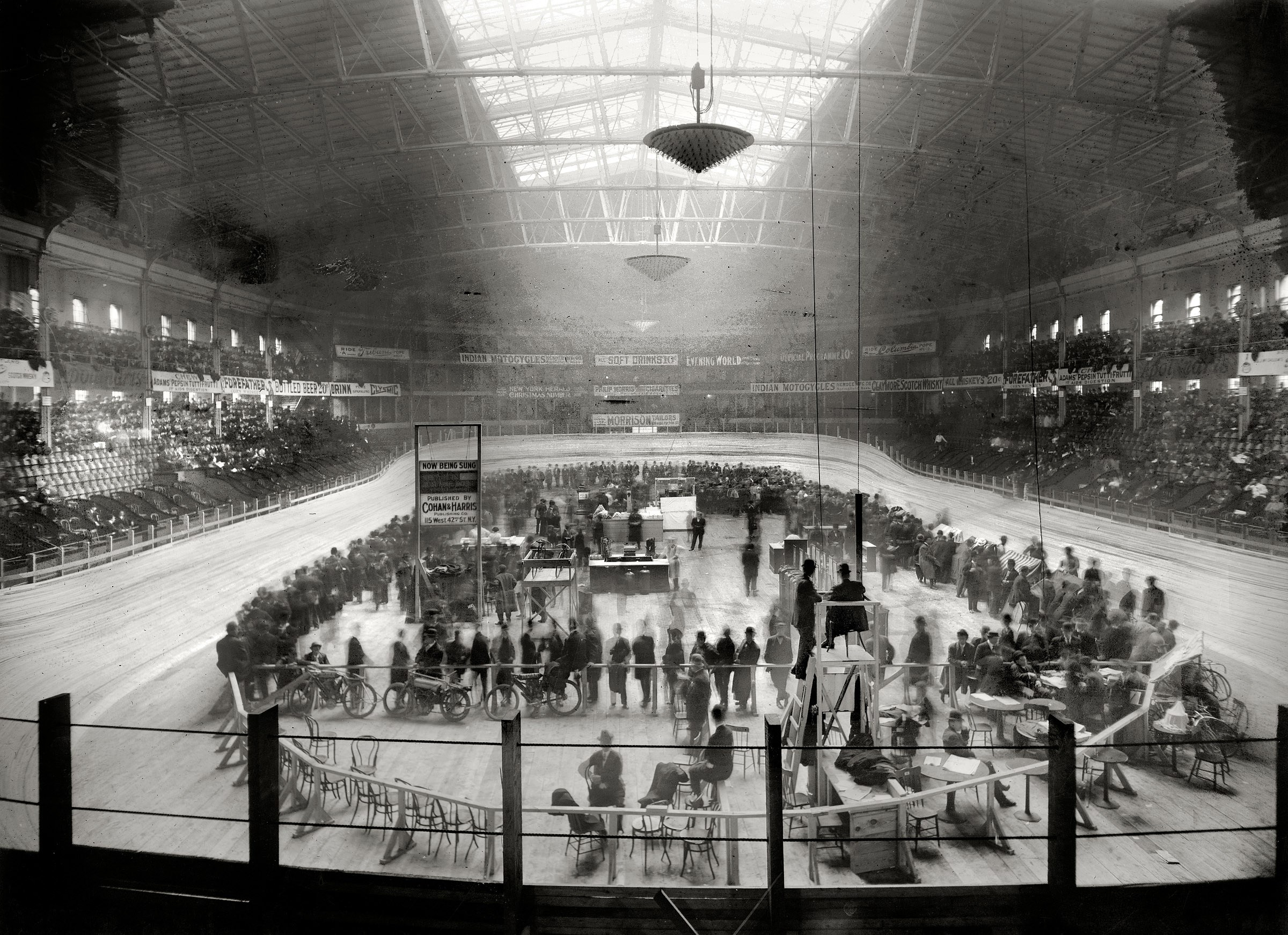
Madison Square Garden inför New Yorks sexdagars 1908.
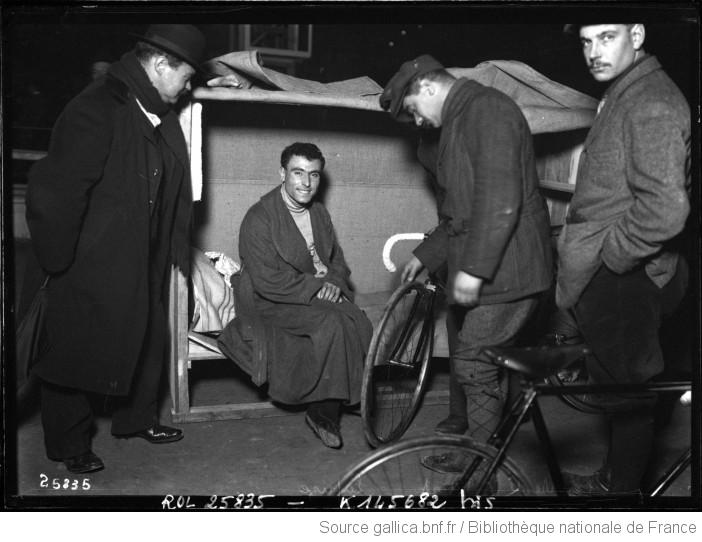
Octave Lapize i sin "bostad" på innerplanen vid Paris sexdagars 1913.
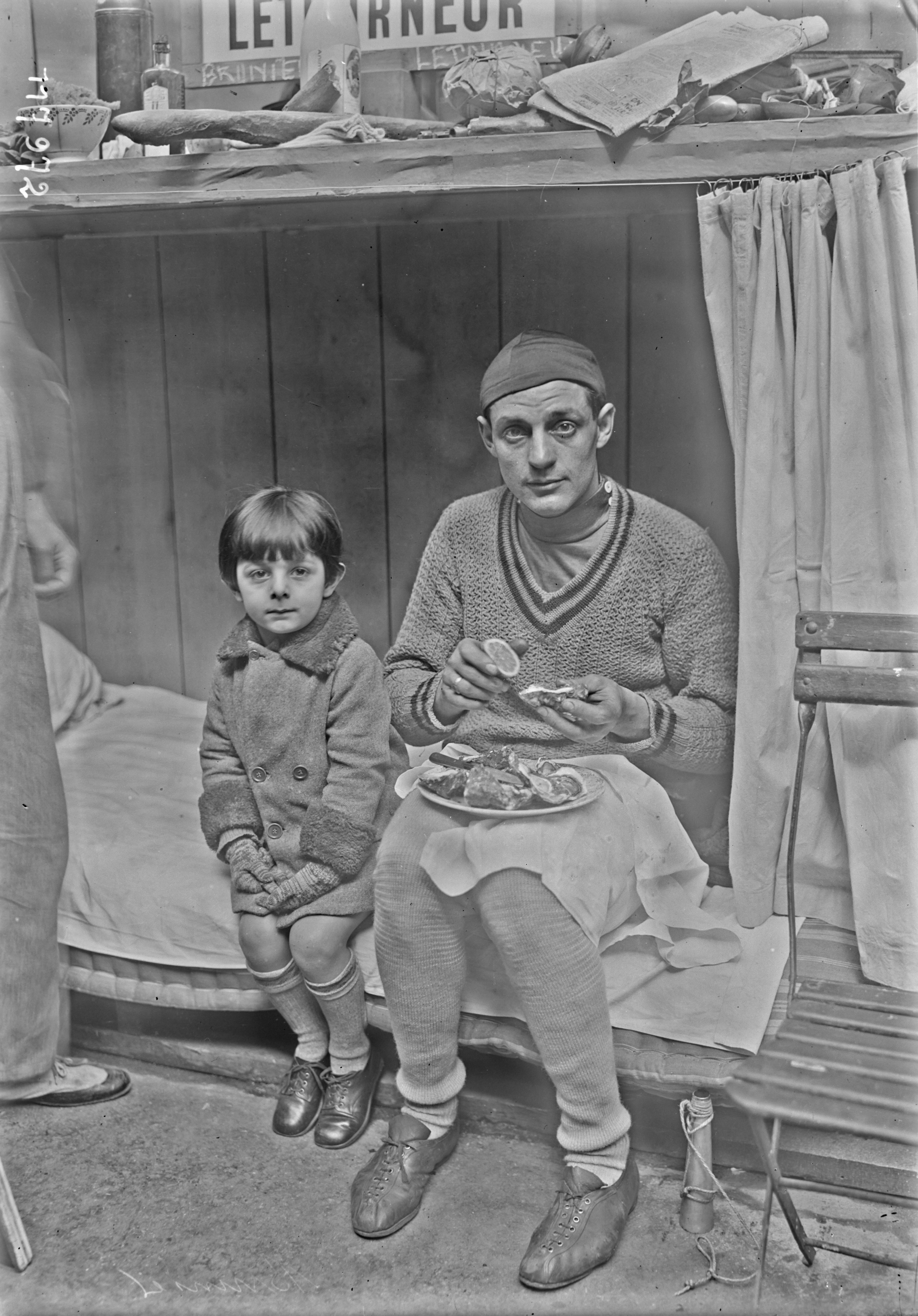
Jean Brunier vid Paris sexdagars 1927. Medan partnern cyklade in varv kunde man äta, eller dra för draperiet och få några timmars sömn.
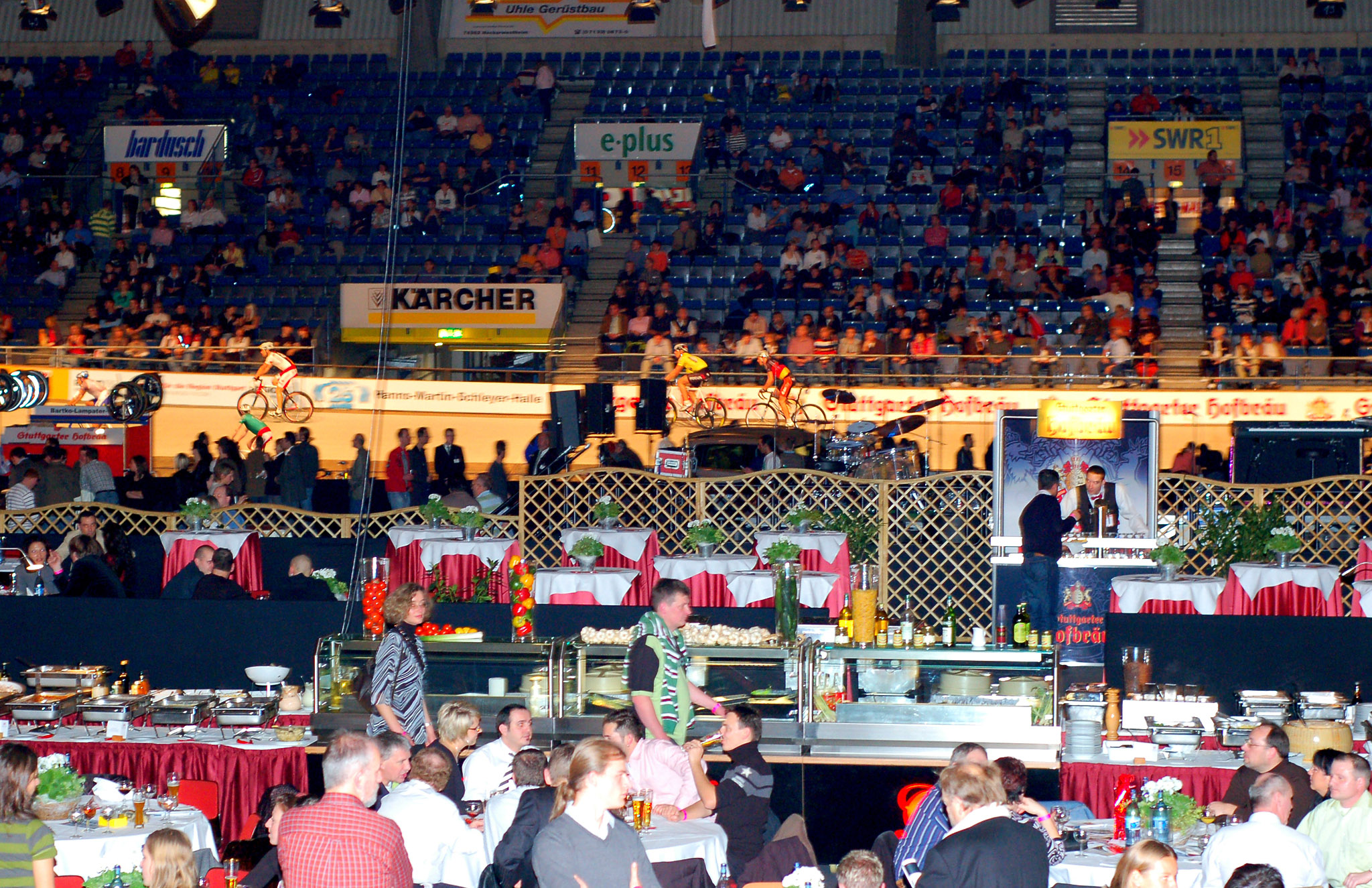
Innerplanen vid Stuttgarts sexdagars 2008. Orkestern har, liksom stora delar av publiken/matgästerna, ännu inte kommit på plats, medan cyklisterna värmer upp.
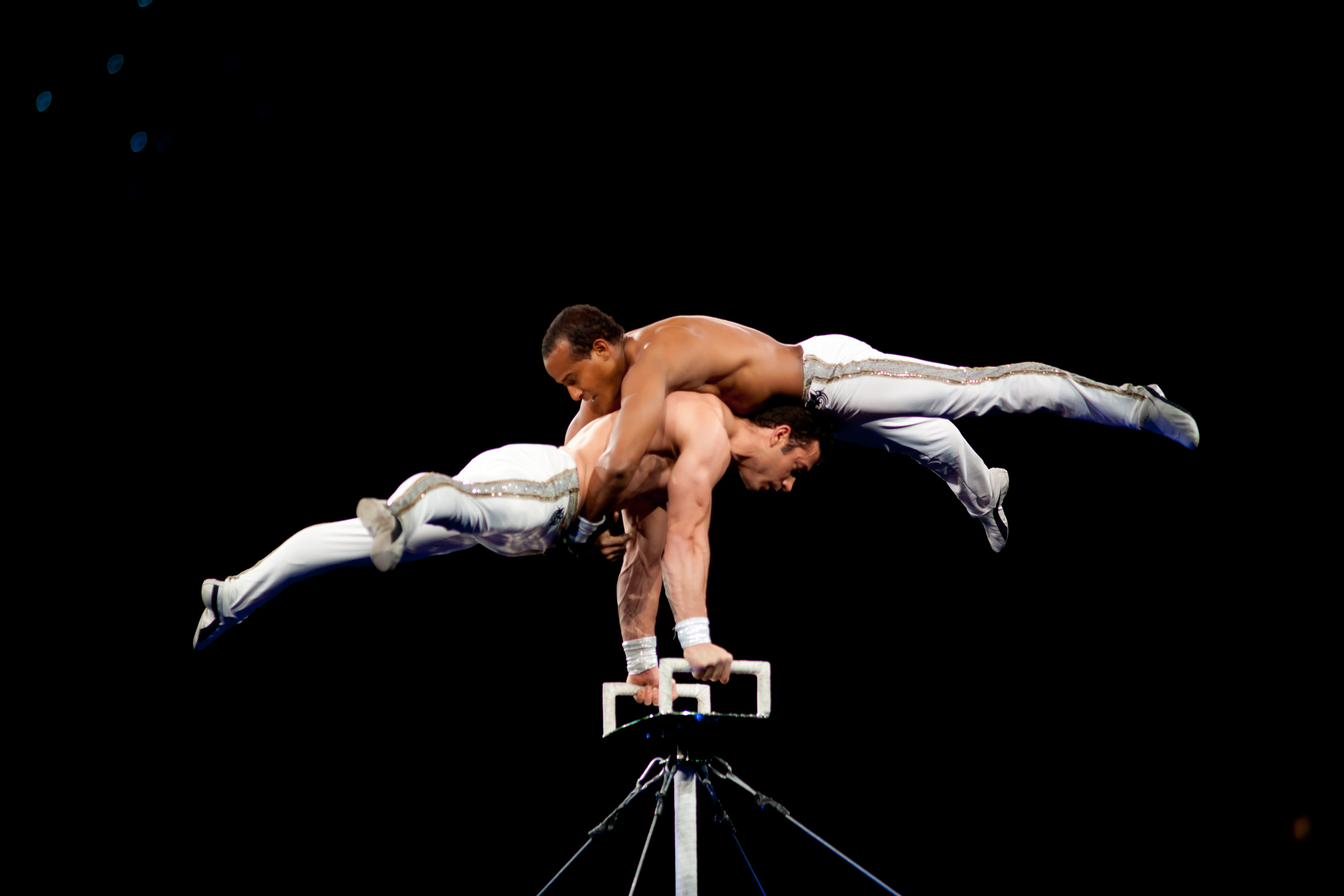
Uppträdande vid Grenobles sexdagars 2011.
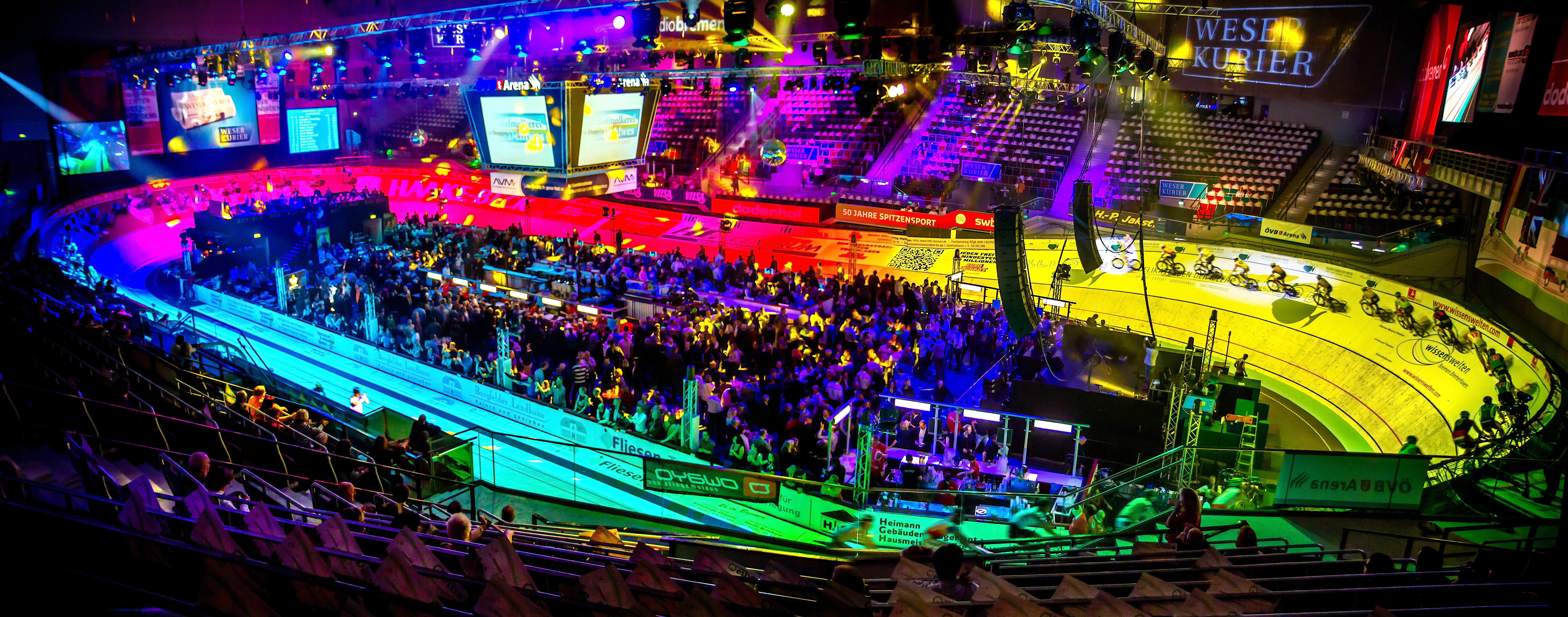
Ljusshow vid presentationen av deltagarna under Bremens sexdagars 2014.
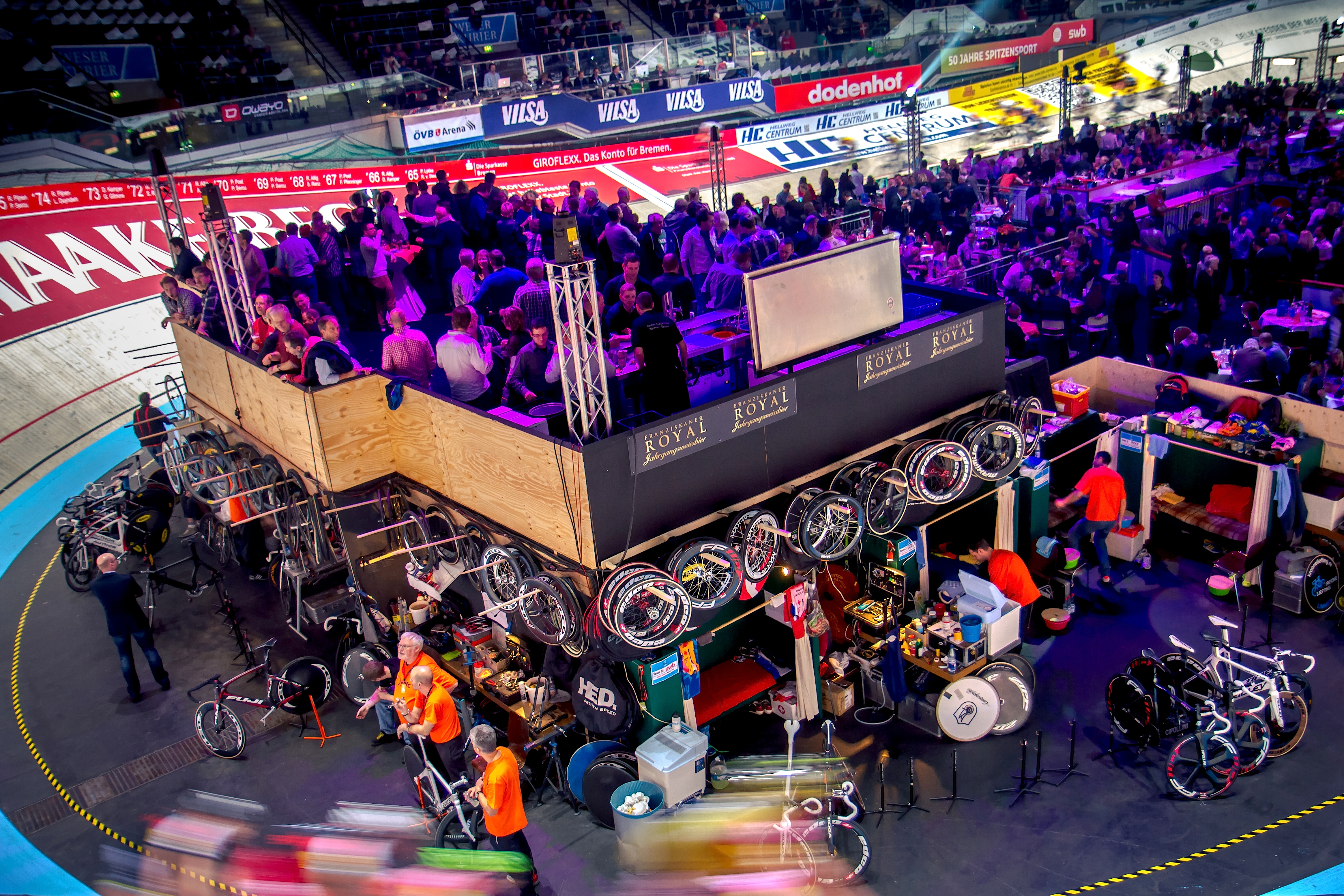
Cyklisterna får nöja sig med en liten ände av innerplanen vid Bremens sexdagars 2014.